# Tygelsjö
Tygelsjö è un'area urbana della Svezia situata nel comune di Malmö, contea di Scania.
La popolazione rilevata nel censimento 2010 era di 2 710 abitanti .